# Governo Năstase
Il Governo Năstase è stato l'ottavo governo della Romania post-comunista, l'unico della IV legislatura. Fu guidato dal primo ministro Adrian Năstase.

## Cronologia del mandato

### Nomina
Le elezioni del 2000 marcarono il ritorno al potere del presidente della Romania, Ion Iliescu, che già aveva rivestito tale ruolo tra il 1990 e il 1996, e del Partito della Democrazia Sociale di Romania (PDSR), che aveva precedentemente guidato il governo tra il 1992 e il 1996. Il PDSR fu il principale partito di una coalizione che alle elezioni ottenne il 36%, che includeva anche il Partito Social Democratico Romeno (PSDR) e il Partito Umanista Rumeno (PUR). Il primo ministro designato, Adrian Năstase, non godeva della maggioranza assoluta per ottenere l'investitura e garantire la sopravvivenza del governo e fu costretto a richiedere l'appoggio parlamentare di Partito Nazionale Liberale (PNL) e Unione Democratica Magiara di Romania (UDMR).
Il 22 dicembre 2000 Năstase rese pubblico il programma di governo per il periodo 2001-2004, in cui evidenziava le necessità del rilancio dell'economia, della lotta alla povertà e alla disoccupazione e della continuazione del processo di adesione a NATO e Unione europea avviato dai suoi predecessori. Il 26 dicembre presentò i componenti del governo, formato esclusivamente da membri provenienti del PDSR, fatta eccezione di tre ministri formalmente indipendenti (Mircea Geoană, Mihai Tănăsescu e Vasile Dîncu, che entrarono a far parte del partito nel corso della legislatura) un ministro del PSDR e uno del PUR.
Nonostante la distanza ideologica, il 27 dicembre 2000 il PDSR e i partner esterni misero la firma su un accordo che si basava sulla realizzazione di interessi comuni, quali uno sviluppo economico fondato sull'iniziativa privata e l'integrazione della Romania alle strutture di Unione europea e NATO. Il PNL, inoltre, chiedeva specificamente una riforma costituzionale che chiarisse i compiti delle due camere, mentre l'UDMR una legge che regolamentasse l'utilizzo della lingua ungherese nella pubblica amministrazione e il decentramento di alcuni servizi pubblici. Il patto con l'UDMR, partito che rappresentava la minoranza etnica magiara in Romania, costituì un ulteriore elemento di novità, poiché segnò l'abbandono agli appelli sciovinisti che avevano caratterizzato il discorso politico del PDSR negli anni precedenti.
L'accordo rappresentava un passo importante per la storia del PDSR, che fino a quel momento era ideologicamente considerato il successore del Partito Comunista Rumeno ed era associato alle sue politiche conservatrici. Assumendo l'incarico di primo ministro il presidente del partito, al contrario, intendeva trasformare il paese in uno di livello europeo e in un collaboratore regionale di fiducia per i partner occidentali. In tal modo si obbligava a modificare le strutture economiche nazionali, ancora fortemente dipendenti dall'iniziativa pubblica, adattandole alle necessità dell'economia di mercato e a dare impulso ad una riforma sul piano dello sviluppo, che negli anni precedenti non aveva avuto continuità. Iliescu e Năstase avvertirono il bisogno di riproporre la politica estera avviata nel 1996 dall'ex presidente Emil Constantinescu, aprendosi maggiormente ai paesi e alle istituzioni occidentali, ritenendo tali rapporti di vitale importanza per il futuro della Romania. In una dichiarazione del marzo 2001 il primo ministro provò a mettere fine al dibattito riguardante la partecipazione di alcuni politici alla Securitate, la polizia politica di epoca comunista. Năstase affermò che il Consiglio nazionale per lo studio degli archivi della Securitate, creato nel 1999, rappresentava un'istituzione senza senso, poiché bisognava concentrare risorse per il futuro e non per il passato.
Il 28 dicembre 2000 il governo ottenne il voto di fiducia dal parlamento con 314 sì e 145 no. Votarono contro solamente il Partito Grande Romania (PRM) e il Partito Democratico (PD).
Assumendo l'incarico di primo ministro Năstase rafforzò la propria autorità politica anche in seno al partito di cui era presidente. Nel giugno 2001, inoltre, PDRS e PSDR si fusero, dando vita al Partito Social Democratico (PSD).

### Il primo biennio
L'amministrazione Năstase combinò l'introduzione di misure di protezione sociale all'adesione agli accordi economici di breve e medio termine definiti dall'Unione europea come, ad esempio, interventi volti a favorire la stabilità dei parametri macroeconomici, la riduzione dell'inflazione e l'accrescimento delle riserve monetarie. Il 30 dicembre fu adottata l'ordinanza che riorganizzava l'ente incaricato di procedere alla privatizzazione delle società statali e due mesi dopo fu stretto un patto con gli organi sindacali, che garantirono la propria collaborazione a condizione che il governo effettuasse modifiche al codice del lavoro e che trovasse misure per tutelare il salario minimo e le pensioni. 
A margine degli accordi con l'UDMR, nell'aprile 2001 si giunse all'emanazione della legge sulla pubblica amministrazione, che riconosceva ai magiari il diritto di utilizzare la propria lingua a livello amministrativo in determinate aree in cui la minoranza rappresentava almeno il 20% della popolazione. Il successivo 18 aprile il PNL ritirò il proprio sostegno esterno alla maggioranza, oltre che per ragioni politiche, accusando il governo di non aver avviato le procedure di creazione di una commissione parlamentare per la revisione della costituzione, così come concordato nel dicembre precedente.
Nel corso del 2001 furono realizzate le privatizzazioni di alcune grosse società (Banca Agricolă e Sidex), promossi investimenti infrastrutturali (apertura del cantiere dell'Autostrada A2) ed emanati diversi atti normativi in ambito economico, che favorirono gli investimenti e il consolidamento del sistema fiscale rumeno. Su iniziativa dell'esecutivo, inoltre, fu varata la legge sul reddito minimo garantito. Nell'ottobre 2001 il Fondo monetario internazionale approvò un prestito di 380 milioni di dollari. Malgrado i progressi, il rapporto ufficiale di monitoraggio da parte della Commissione europea, reso pubblico nel novembre 2001, osservava che il paese non era ancora pronto ad aderire all'Unione dal punto di vista economico, mentre la corruzione dilagante era considerata un freno per lo sviluppo. Per provare a venire incontro alle richieste dei partner, nell'aprile 2002 il governo istituì la Procura nazionale anticorruzione (PNA), operativa a partire dall'autunno dello stesso anno. I risultati del nuovo organo, però, si rivelarono modesti e non intaccarono le relazioni clientelari e il favoritismo. Nel 2002 le istituzioni europee continuavano a lamentare i problemi derivanti dalla corruzione e da una pubblica amministrazione inefficiente.
Sul piano diplomatico, il supporto incondizionato agli Stati Uniti nella guerra al terrorismo successiva agli attentati dell'11 settembre 2001 diede un'accelerazione ai negoziati per l'ammissione alla NATO. In virtù di tale avvicinamento nel novembre 2002 l'organizzazione accettò le richieste di adesione della Romania e di altri sei paesi. 

### Conflitto Iliescu-Năstase
Nel novembre 2002, a pochi giorni dal summit di Praga che decretò l'ammissione della Romania alla NATO, il premier avanzò l'ipotesi di andare ad elezioni anticipate per migliorare l'efficienza dell'azione di governo e capitalizzare la forza elettorale del PSD. Il presidente Iliescu, tuttavia, rifiutò di prendere in considerazione l'idea. L'emergere di contrasti fra le due cariche dello Stato trovava fondamento nel desiderio di indipendenza politica di Năstase e nel tentativo di affermazione della propria influenza sul partito da parte di Iliescu, che temeva di essere messo da parte nel caso in cui il primo ministro fosse riuscito nell'intento.
Nei mesi successivi Năstase e Iliescu continuarono a rilasciare dichiarazioni discordanti. Il 18 dicembre il capo del governo affermò che il suo gabinetto era sul punto di dimettersi. Il giorno successivo il presidente della Romania, nel corso di un discorso tenuto in parlamento per un bilancio sui primi due anni di mandato, criticò l'atteggiamento dei vertici del PSD e ribadì l'importanza della lotta alla corruzione, mettendo in secondo piano il ricorso ad elezioni anticipate. Il dibattito interno proseguì nei primi mesi del 2003, ma nuove tensioni apparvero anche nel 2004, quando Năstase minacciò le proprie dimissioni dalla presidenza del partito a causa dei tentativi del capo di Stato di influenzare la politica del governo, elemento che portò alla nascita di due fazioni contrapposte interne al PSD. Iliescu intervenne pubblicamente contro Năstase anche sul tema della possibile introduzione della flat tax con la rinuncia alla tassazione progressiva dei redditi, criticando tale misura poiché non conforme allo spirito socialdemocratico.

### Rimpasto del 19 giugno 2003
Tra le altre ipotesi proposte da Năstase a Iliescu per favorire il buon funzionamento dell'esecutivo vi fu quella di un rimpasto. In tal modo il primo ministro avrebbe risposto alle pressioni dell'Unione europea che riteneva eccessivo un governo composto da ventisette ministri, rendendo contemporaneamente possibile la propria strategia di ripartizione delle funzioni politiche nel partito. Un ulteriore obiettivo del rimpasto era quello di soddisfare le necessità dell'elettorato che riteneva insufficiente l'operato di alcuni ministri.
Il 16 giugno 2003 il capo del governo presentò la lista del nuovo esecutivo, che prevedeva la riduzione della squadra di governo a ventidue membri (il primo ministro, quattordici ministeri, sei ministri delegati e il segretario generale). Il 19 giugno il parlamento approvò il rimpasto con 267 favorevoli e 7 contrari, mentre l'opposizione non partecipò al voto. Come voluto da Năstase, tra i ministri destituiti, Octav Cozmânca passò all'incarico di presidente esecutivo del PSD.
La ristrutturazione del governo comportò l'abolizione del ministero per le piccole e medie imprese, l'unico assegnato al PUR e condotto da Silvia Ciornei. Ritenendo scandalosa tale decisione, il leader del PUR Dan Voiculescu accusò il PSD di aver rotto gli accordi stretti precedentemente, di aver mostrato una costante arroganza nei confronti del partito e di aver continuamente cercato di forzare l'identità dottrinaria del PUR. Il partito decise di lasciare il governo passando all'opposizione.
Nell'ottobre 2003, inoltre, al fine di dare segnali nella lotta al fenomeno della corruzione il premier allontanò dal governo tre ministri che si trovavano al centro di scandali. Il ministro dell'integrazione europea Hildegard Puwak era accusato di aver condizionato l'assegnazione di alcuni fondi nell'ambito del programma europeo PHARE per favorire le aziende del marito e del figlio. Il ministro della salute Mircea Beuran era sospettato di aver plagiato numerosi manuali medici. Il segretario generale del governo Șerban Mihăilescu, infine, fu costretto alle dimissioni dopo che un suo consigliere fu accusato di aver chiesto una tangente di 2 milioni di dollari ad un imprenditore per l'attribuzione di fondi finanziati dal PHARE.

### Il secondo biennio
Il 12 febbraio 2003 il primo ministro presentò in parlamento un rapporto sui primi due anni in carica, in cui elencava i progressi fatti e lanciava un piano economico e sociale per il biennio seguente. Nella stessa giornata le camere approvarono un eventuale intervento armato in Iraq al fianco degli Stati Uniti, che il mese successivo riconobbero alla Romania lo status di "economia di mercato funzionale", malgrado i dubbi espressi dell'Unione europea. Nello stesso marzo 2003 il governo ottenne la fiducia parlamentare su un pacchetto di leggi anticorruzione, che decretava l'incompatibilità tra alcune funzioni pubbliche e private.
Sostenuto da una crescita del PIL intorno al 5%, il paese continuò a realizzare le misure per velocizzare l'ingresso nell'Unione europea. Il governo conseguì un ulteriore avvicinamento all'obiettivo in seguito al successo di un referendum di riforma della costituzione, che armonizzava la carta fondamentale alla legislazione dei paesi europei. Tra i punti oggetto della modifica vi erano il riconoscimento a livello costituzionale dell'autorità e dei trattati dell'Unione europea, la possibilità per i cittadini europei di eleggere ed essere eletti al parlamento europeo o nell'amministrazione locale, una migliore definizione delle attribuzioni delle due camere, la riduzione dei casi di applicazione dell'immunità parlamentare, l'abolizione della leva obbligatoria e l'estensione del diritto alla proprietà in Romania anche per i cittadini stranieri. Il referendum fu approvato dal voto popolare del 18 e 19 ottobre 2003, nonostante una bassa affluenza. Alla fine del 2003, però, secondo le autorità di Bruxelles il paese non rispettava ancora i criteri di ammissione ed era necessario proseguire con le riforme.
Il 19 dicembre 2003 il primo ministro annunciò che era stato completato il piano di privatizzazione delle piccole e medie imprese che durava da più di un decennio e che, per tale motivo, l'agenzia che ne gestiva il patrimonio sarebbe stata soppressa. Nella primavera del 2004 nacque un nuovo ente che avrebbe gestito la cessione delle società principali ancora in mano allo Stato. Nel corso dell'ultimo anno di mandato il governo riuscì ad ottenere una crescita del PIL di oltre l'8%, tra le maggiori d'Europa, e a privatizzare le più grandi aziende del comparto energetico, elemento che contribuì, insieme all'introduzione di nuovi atti legislativi, ad ottenere dalla Commissione europea la qualifica di "economia di mercato funzionale". La Commissione raccomandò la firma del trattato di adesione nel 2005 e la titolarità dello status di membro dell'Unione nel 2007.
I vertici europei, però, criticarono la corruzione generalizzata e le pressioni mosse dall'esecutivo su magistratura e stampa. Il governo, infatti, provò ripetutamente ad estendere il proprio controllo sui media, suggerendo notizie finalizzate a promuovere l'immagine del governo e popolando le agenzie di stampa di militanti del PSD. Non furono realizzate neanche riforme sostanziali nella giustizia. I rapporti della Commissione europea lamentarono regressi nel campo della giustizia e tentativi del ministero di provare ad influenzare dei casi giudiziari. Nel 2001, ad esempio, il ministro della giustizia Rodica Stanoiu aveva disposto la revoca di tutti i procuratori che lavoravano sulle inchieste sulla rivoluzione del 1989, mentre si circondò di personalità controverse. Nel 2001 il marito del ministro, Șerban Viorel Stănoiu, fu persino eletto giudice della Corte costituzionale. Nel corso dei quattro anni, inoltre, il governo mostrò una certa intolleranza verso le forze di opposizione, ignorando il confronto politico e ricorrendo sistematicamente alla misura dell'ordinanza d'urgenza come metodo per aggirare il dibattito parlamentare.

### Rimpasto dell'11 marzo 2004
Il governo realizzò un nuovo rimpasto nel 2004, in conseguenza di scelte politiche interne al PSD. Il 9 marzo il primo ministro annunciò la ristrutturazione del suo governo, che vide la creazione di tre posti di ministro di Stato e della posizione di ministro con delega ai programmi di finanziamento internazionale e all'acquis comunitario, affidata a Victor Ponta. Il ministro della giustizia Rodica Stănoiu, rifiutando di dare le dimissioni, fu revocato dall'incarico, che fu assegnato a Cristian Diaconescu. In seguito alla riforma costituzionale del 2003, si trattò della prima volta in cui veniva applicato il comma 3 dell'art.85 della costituzione, che richiedeva espressamente l'approvazione parlamentare nel caso in cui il rimpasto avesse modificato la composizione dei ministeri.
Dopo le elezioni locali dell'estate 2004 e con l'approssimarsi delle elezioni parlamentari di fine anno, nel mese di luglio Năstase sostituì cinque ministri, atto che rispondeva a logiche di partito. Il capo del PSD, infatti, sospese la direzione del PSD, creando un ufficio di coordinamento composto soprattutto dai suoi collaboratori. Per tale motivo i ministri Dan Nica, Gabriel Oprea, Ilie Sârbu e Marian Sârbu e il segretario di Stato Rovana Plumb, furono ritirati dal governo e trasferiti al nuovo organo dirigente del partito. L'unico rappresentante del governo in seno all'ufficio di coordinamento rimase Cristian Diaconescu.
Tra gli altri ministri dimissionari nell'ultimo anno di mandato vi furono Ioan Rus, che si ritirò nel mese di giugno per concentrarsi sulla campagna elettorale per l'elezione a sindaco di Cluj-Napoca, Acsinte Gaspar, che in giugno assunse l'incarico di giudice della Corte costituzionale e Eugen Dijmărescu, nominato vicegovernatore della Banca nazionale della Romania nel mese di settembre.

### Fine mandato
Adrian Năstase si candidò alla presidenza della Romania alle elezioni del 2004, ma fu sconfitto al ballottaggio da Traian Băsescu. Nonostante il PSD fosse riuscito a confermarsi primo partito del paese, il nuovo capo di Stato indicò quale primo ministro un rappresentante della coalizione di centro-destra Alleanza Giustizia e Verità.
Il 20 dicembre 2004 Năstase fu eletto presidente della camera dei deputati per la nuova legislatura. Rassegnò, perciò, le proprie dimissioni da primo ministro, lasciando l'incarico ad interim al segretario generale del governo Eugen Bejinariu, che mantenne la funzione sino alla formazione del nuovo esecutivo presieduto da Călin Popescu Tăriceanu, il 29 dicembre 2004.

## Attività del governo
Prodotto interno lordo a parità di potere d'acquisto, in miliardi di dollariAnno05010015020025030020002001200220032004PIL a parità di potere d'acquisto
Fonte: Fondo monetario internazionale
Variazione percentuale del Prodotto interno lordoAnno02468101220002001200220032004Variazione percentuale del PIL
Fonte: Fondo monetario internazionale
Variazione percentuale del tasso d'inflazioneAnno0102030405020002001200220032004Variazione percentuale
Fonte: Fondo monetario internazionale
Variazione percentualeAnno05101520253020002001200220032004Variazione percentuale ImportazioniVariazione percentuale Esportazioni
Fonte: Fondo monetario internazionale
Variazione percentuale del deficit del conto delle partite correnti della bilancia commercialeAnno-8-6-4-2020002001200220032004Variazione percentuale
Fonte: Fondo monetario internazionale
Percentuale della forza lavoroAnno024681020002001200220032004Percentuale della forza lavoro
Fonte: Fondo monetario internazionale

### Misure economiche

#### Consolidamento economico e fiscale
La politica economica del governo Năstase fu generalmente realizzata in concordanza con le indicazioni dell'Unione europea. Dopo gli anni di incertezza economica del periodo 1996-1999, nel 2000 la Romania aveva registrato una timida risalita del PIL. Nel corso dei successivi quattro anni, però, il paese consolidò una crescita media di oltre il 5% annuo.
Il 3 gennaio 2001 fu emanata un'ordinanza d'urgenza che riconosceva facilitazioni alla piccola e media impresa. Il mese successivo fu concordato con i sindacati il documento chiamato "Accordo sociale per il 2001", in cui il governo si impegnava ad effettuare la revisione di numerosi atti normativi (codice del lavoro, legge sui datori di lavoro, legge sui sindacati e legge sui conflitti sul lavoro), aumentare il salario minimo del 10% e ricalcolare l'indice pensionistico ogni tre mesi in modo da contenere gli effetti dell'inflazione. Nel mese di settembre la sigla sindacale Cartel Alfa, tuttavia, si ritirò dall'accordo, affermando che il governo non aveva realizzato tutti i punti.
Il 12 aprile 2001 il parlamento approvò la legge di bilancio (315 favorevoli, 62 contrari), che prevedeva una crescita del 4,1%, un'inflazione del 25%, l'attenuamento del deprezzamento del leu, l'incremento del numero dei lavoratori dipendenti di 120.000 unità, il calo della disoccupazione al 9,8%, e l'aumento reale del salario medio del 4%. Nonostante il miglioramento dell'economia, però, al 2004 il 25% della popolazione viveva ancora sotto la soglia di povertà.
Il 19 giugno 2001 l'esecutivo riuscì ad imporre in parlamento, tramite lo strumento della fiducia, la legge per la promozione degli investimenti diretti con un impatto significativo per l'economia, che contemplava sgravi fiscali per determinate categorie imprenditoriali. Il successivo 28 giugno 2001 fu varata la legge sul reddito minimo garantito, rivolta a chi non aveva entrate e che avrebbe ricevuto un indennizzo mensile in cambio dello svolgimento di lavoro socialmente utile.
Il 15 novembre 2001 passò la legge di bilancio per l'anno successivo (270 voti a favore, 154 contrari), che si prefiggeva una crescita del PIL del 5,1%, un rapporto deficit/PIL sul 3% e un'inflazione tra il 22% e il 25%. 
Alla fine del 2001 la diminuzione del debito pubblico portò a un migliore giudizio da parte delle agenzie di rating. I dati provvisori pubblicati dalla commissione nazionale di statistica il 1º febbraio 2002 confermarono l'evoluzione del paese nel corso dell'anno precedente. Gli investimenti esteri crebbero del 21,2%, le esportazioni del 9,8%, le importazioni del 19,1%, l'inflazione scese di dieci punti rispetto al 2000 (arrivando al 30,3%), la disoccupazione calò all'8,6%. I progressi realizzati nel 2001, però, furono parzialmente mitigati dalla crisi economica che colpì l'Europa in quell'anno. Gli stati dell'Unione europea, infatti, rappresentavano il 70% delle esportazioni della Romania e i principali investitori nel paese balcanico.
Il 4 marzo 2002 fu inaugurato il sistema elettronico per gli acquisti pubblici, che obbligava 159 enti di Stato a gestire le proprie spese solamente tramite la piattaforma preposta.
Il 6 marzo 2002 si giunse alla firma dell'"Accordo sociale per il 2002", in cui il governo prometteva la crescita dei salari dei dipendenti pubblici e delle pensioni in modo da coprire integralmente l'inflazione, nonché varie modifiche normative in tema di lavoro e amministrazione.
Il 20 marzo 2002 il governo ottenne la fiducia sulla legge per l'accelerazione delle privatizzazioni, che consentiva le cessioni ai privati tramite lo strumento della maggiorazione del capitale sociale e che introdusse la vendita al prezzo simbolico di un euro delle società con grossi debiti verso l'erario.
Il 6 giugno 2002 il senato adottò la legge sulla tassazione dei redditi, che rivedeva il sistema delle aliquote. L'imposta sul reddito delle società per i profitti derivanti dalle esportazioni fu aumentata dal 6% al 12,5% a partire dal 2003 e al 25% nel 2004. Venivano inoltre annullate le facilitazioni fiscali per gli investimenti inferiori al milione di euro. Come misura di compensazione, le esportazioni sarebbero state sovvenzionate da un sistema di finanziamento con un bilancio annuale. Tra le altre previsioni della riforma del fisco, venne introdotta una tassazione progressiva basata su cinque scaglioni tra il 18% e il 40%. La quota per l'imposta sul reddito delle società commerciali fu fissata al 25%, mentre quella per le microimprese all'1,5%. La variante della flat tax, che il governo ipotizzava di introdurre nel 2004, fu respinta dal presidente della Romania Iliescu.
Il 14 settembre 2002 fu varata la finanziaria per il 2003 (274 favorevoli, 107 contrari). Il programma si basava su una crescita del PIL del 5,2%, un'inflazione al 14%, una disoccupazione all'8,9% e un deficit pari al 2,65% del PIL.
Il 14 agosto 2003 fu varato il programma di pre-adesione all'Unione europea, che pianificava fino al 2006 una crescita media annuale del PIL del 5,2%, una riduzione dell'inflazione al 4%, una crescita della produzione industriale del 5% annuo e la garanzia che il volume delle esportazioni sarebbe sempre stato superiore rispetto a quello delle importazioni.
Il 19 maggio 2004 fu adottata l'ordinanza d'urgenza per l'introduzione del nuovo leu, più pesante rispetto alla valuta in corso con un rapporto di 10.000 a 1. Le finalità del progetto erano quelle di tagliare l'inflazione e rendere più semplici le transazioni bancarie. La nuova valuta entrò in circolazione il 1º luglio 2005.
L'11 novembre 2004 fu approvata l'ultima legge di bilancio del mandato, in cui si auspicavano una crescita del PIL del 5,3% e un'inflazione al 7%.
In modo da stimolare la crescita del settore tecnologico, nel 2004 il governo deliberò l'esenzione dalle imposte sui redditi per i dipendenti dell'ICT. All'epoca tale fetta di mercato era valutata sui 250 milioni di dollari.
Nel complesso le azioni del governo Năstase ebbero il merito di creare un ambiente economico stabile e relativamente predittibile. Si registrarono un lieve calo della disoccupazione e un incremento del salario medio mensile (dai 104 dollari del 2001 ai 183 dollari del 2004). Il governo riuscì a contenere anche l'inflazione, che nello stesso periodo scese di oltre 30 punti.

#### Finanziamento internazionale
Il 7 settembre 2001 il governo trasmise al Fondo monetario internazionale una lettera di intenti volta ad ottenere un prestito di 380 milioni di dollari della durata di diciotto mesi. La Romania si impegnava a migliorare l'efficienza delle società finanziarie pubbliche e delle società commerciali a capitale pubblico (le regie autonome), ridurre i debiti delle compagnie di Stato, promuovere una politica salariale prudente, favorire la liberalizzazione del prezzo dell'energia, consolidare il sistema di sorveglianza bancaria e di mettere in disponibilità il 7% del personale impiegato nelle industrie di Stato. Il FMI approvò il prestito il 31 ottobre 2001. Si trattava del sesto finanziamento riconosciuto alla Romania dal 1990, ma fu il primo che il paese riuscì ad ottenere integralmente per essere riuscito a rispettare gli accordi pattuiti. Il programma si concluse nel 2003.
Il successivo 30 gennaio 2002 il ministro dell'integrazione europea Hildegard Puwak concordò con la commissione europea il finanziamento di 156 milioni di euro per l'agricoltura nell'ambito del programma SAPARD.
Il 7 luglio 2004 il FMI approvò un ulteriore piano preventivo da 367 milioni di dollari da utilizzare solamente in caso di emergenza.

#### Privatizzazioni
Il gabinetto di Adrian Năstase accelerò l'opera di privatizzazione delle società pubbliche iniziato dai governi precedenti. Tale processo fu strettamente legato a quello di adesione all'Unione europea, che considerava la destatalizzazione delle maggiori compagnie del paese un modo per stimolare il passaggio dal dirigismo degli ex paesi del blocco comunista ad un'economia di mercato matura. La privatizzazione delle grosse imprese era argomento anche degli accordi di finanziamento da parte del FMI, che aveva chiesto la rapida cessione della Banca Comercială Română. Per dare segnali ai partner, nel settembre 2001 Năstase dichiarò che non considerava più l'industria della difesa un settore strategico per il paese e che, quindi, lo Stato non avrebbe più sovvenzionato il settore al solo fine di garantirne la sopravvivenza.
Il primo atto sul tema fu emesso già il 30 dicembre 2000, quando il governo emanò l'ordinanza d'urgenza che aboliva il precedente Fondo delle proprietà dello Stato (FPS) e istituiva l'Autorità per la privatizzatione e l'amministrazione della partecipazioni dello Stato (APAPS). L'organo aveva l'incarico di applicare la strategia di governo per la privatizzazione e lo sviluppo del settore privato.

In procinto di cedere Banca Agricolă, nel marzo 2001 il governo approvò la ricapitalizzazione della società, le cui perdite furono trasferite al bilancio statale. Il successivo 20 aprile l'APAPS completò la cessione del 98,2% delle quote dell'azienda per 15 milioni di dollari a Raiffeisen Bank International, che si impegnò a investirne altri 37.

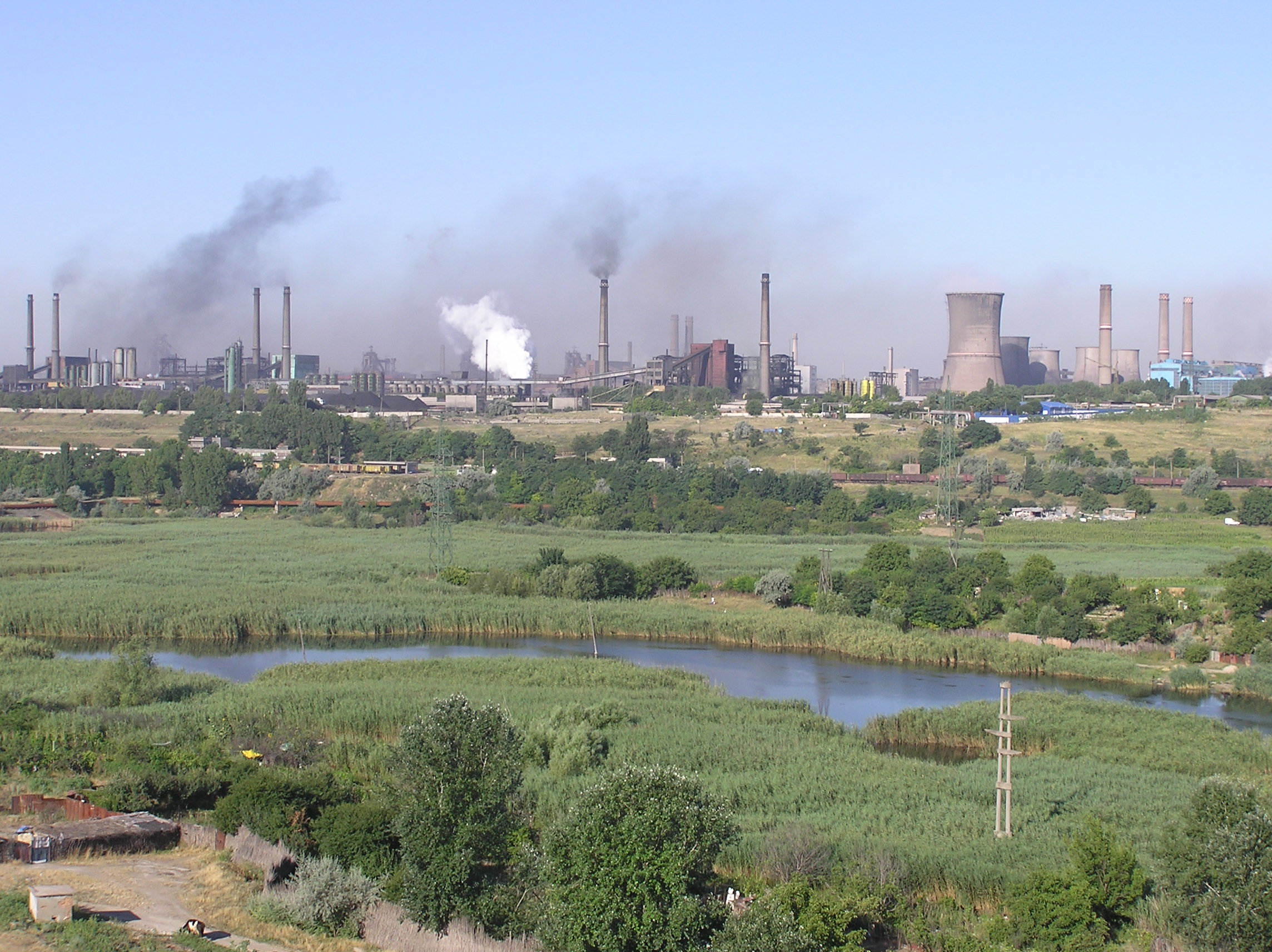
Una veduta dell'ex acciaieria Sidex di Galați.

La prima industria a passare in mano ai privati fu la Sidex di Galați, l'acciaieria più grande dell'Europa sud-orientale, il cui accordo di vendita fu firmato il 25 luglio 2001. Il valore dell'impianto rappresentava il 5% del PIL e in quel momento registrava perdite per un milione di dollari al giorno. L'acquirente fu il gruppo anglo-indiano LNM Ispat, che pagò 500 milioni di dollari e garantì investimenti per 350 milioni nel giro di dieci anni. Assicurò, inoltre, 100 milioni annui di capitale operativo e altri 76 milioni per programmi di adeguamento agli standard internazionali. Il 27 settembre il governo adottò una speciale ordinanza che cancellava le penali sui debiti della società (che da sole ammontavano a 500 milioni di dollari), convertiva gli arretrati dovuti all'erario in quote azionarie possedute dallo Stato e riconosceva agevolazioni per i nuovi proprietari. Tra queste l'esenzione dall'imposta sul valore aggiunto per l'acquisto di strumenti e macchine da lavoro e l'esenzione dell'imposta sul reddito delle società per i primi cinque anni. Secondo l'ordinanza l'Ispat non avrebbe potuto realizzare tagli al personale. Subito dopo l'acquisto, la società incrementò la produzione del 40% e riuscì tornare in attivo già dal primo anno.
Il 1º gennaio 2003 entrò in vigore l'ordinanza d'urgenza per la liberalizzazione del mercato di telefonia fissa, fino a quel momento monopolio di Romtelecom. Il 19 dicembre 2003 fu annunciata la conclusione del programma di privatizzazione delle società agricole. Delle 739 aziende nel portafogli dell'APAPS ne erano state cedute 274, diciotto si trovavano nella fase finale del processo di vendita, 323 erano in amministrazione controllata, 119 in fase di riorganizzazione e cinque sarebbero state vendute non appena giudicati processi legali che le riguardavano. Furono contemporaneamente dismessi gli uffici locali dell'APAPS, poiché erano state completate le procedure di vendita tutte le piccole e medie imprese previste. Nel quadro del rimpasto di governo del 2004, quindi, Năstase anticipò la prossima fusione tra APAPS e Autorità per la valorizzazione degli attivi bancari (AVAB), che aveva in carico la gestione del recupero dei crediti dovuti allo Stato. Il 1º maggio 2004, quindi, nacque un nuovo organo chiamato Autorità per la valorizzazione degli attivi dello Stato (AVAS), che aveva il compito di completare il processo di privatizzazione, gestire le quote delle società in cui lo Stato era azionista e monitorizzare il rispetto delle clausole previste dai contratti di vendita.
Le principali privatizzazioni ebbero luogo nel 2004 e interessarono i grandi operatori del mercato energetico. Il 19 luglio l'Enel acquistò il 51% di Electrica Banat ed Electrica Dobrogea per 111,8 milioni di euro. Il 23 luglio fu venduta al gruppo OMV la più grande azienda della Romania, la compagnia petrolifera nazionale Petrom. L'operazione costò agli acquirenti 670 milioni di euro per il 33,34% delle quote, cui si aggiunsero 800 milioni di maggiorazione di capitale societario per controllare la maggioranza. L'azienda in quel momento aveva 57.000 dipendenti, 292 milioni di euro di debiti e una disponibilità economica di 160 milioni. Alla OMV andarono anche i diritti di sfruttamento dei giacimenti di petrolio e gas gestiti dalla compagnia, previsione contestata da alcuni politici. Il 18 ottobre 2004 Gaz de France acquistò per 311 milioni di euro il 51% della DistriGaz Sud, mentre il 21 ottobre E.ON acquisì l'operatore DistriGaz Nord per 304 milioni.
Parallelamente al processo di privatizzazione il governo Năstase intervenne in diversi casi per salvare dal fallimento varie società con grossi debiti verso lo Stato. Nel novembre 2004, ad esempio, adottò un'ordinanza d'urgenza che trasformò in azioni gestite dall'AVAS i 400 milioni di euro dovuti all'erario dalla raffineria RAFO di Onești. Alla fine del mandato lo Stato era riuscito a cedere entrambi gli operatori energetici del gas e cinque degli otto enti di distribuzione di energia elettrica. Sempre nel 2004, però, il governo era intervenuto direttamente per cancellare i debiti di varie aziende, le cui perdite gravarono sul debito pubblico per un totale di 2,1 miliardi di euro (il 4% del PIL). Vi furono, infatti, casi in cui la privatizzazione della grande industria di Stato non aveva dato i risultati sperati, come per la Alro, la Republica, la RAFO e la Rodipet.

#### Investimenti
Sul piano delle infrastrutture il 18 maggio 2001 fu posta la firma sul contratto di costruzione del secondo reattore della Centrale nucleare di Cernavodă, i cui lavori furono assegnati alla Ansaldo per 689 milioni di dollari. Il 20 giugno 2001 fu inaugurato il cantiere dell'autostrada Bucarest-Costanza, finanziato dal governo e dalla Banca europea per gli investimenti. Il primo tratto di 58 km tra Bucarest e Lehliu fu aperto al traffico il 4 giugno 2004.
Tra il 18 e il 20 maggio 2002 si tenne a Bucarest la riunione annuale della Banca europea per la ricostruzione e lo sviluppo, che nell'occasione concesse prestiti a compagnie rumene per 200 milioni di euro. 150 sarebbero stati destinati al solo piano di privatizzazione della Petrom. Gli interessi totali della BERS in Romania ammontavano a 2 miliardi di euro, cifra che la rendeva il più grande investitore estero nel paese.
Il 22 luglio 2002 il primo ministro creò in suo subordine l'Agenzia rumena per gli investimenti esteri (ARIS).
Il 19 dicembre 2003 il ministero dei trasporti assegnò agli statunitensi della Bechtel l'appalto per la costruzione dei 415 km dell'autostrada della Transilvania, che avrebbe dovuto collegare Brașov a Borș, punto di confine con l'Ungheria. Il valore del contratto avrebbe dovuto essere di 2,2 miliardi di dollari, considerato da alcuni analisti un prezzo superiore rispetto a quello di mercato, ma che in quel momento rappresentava una specie di garanzia data agli Stati Uniti per l'accettazione della Romania nella NATO.

### Misure contro la corruzione
Una delle difficoltà principali affrontate dal governo fu quella della lotta alla corruzione, che fu oggetto di critiche alla Romania anche da parte dei partner internazionali, che sostenevano che il problema allontanava gli investitori esteri. Nel dicembre 2001 l'ambasciatore degli Stati Uniti a Bucarest, Michael E. Guest, dichiarò che la diffusione della corruzione in Romania metteva a rischio la sua ammissione alla NATO. La dimensione del fenomeno era tale da riguardare persino alcuni membri del governo, uomini d'affari cui erano vicini o loro conoscenze dirette. Preoccupato dalle potenziali ricadute per l'immagine dell'esecutivo, nell'ottobre 2003 il premier dovette persino ritirare tre suoi ministri poiché coinvolti in scandali legati a tangenti o frodi. Lo stesso Năstase, del resto, dipendeva dall'appoggio interno dell'oligarchia politica ed economica diffusa sul territorio, i cosiddetti "baroni" del PSD che, pur al centro di controversie, garantivano al partito sostegno elettorale e finanziario. La stabilità della sua presidenza derivava dal loro patrocinio, tanto che Năstase favorì tali personalità per rafforzare la propria autorità in seno al PSD.
Dopo anni di pareri negativi, il rapporto annuale della Commissione europea, reso pubblico nel novembre 2003, ribadì che la corruzione colpiva l'intera società ed era uno dei punti sui quali il paese avrebbe dovuto impegnarsi maggiormente, al fianco delle riforme della giustizia e della pubblica amministrazione. Viste anche le pressioni dei vertici europei sull'argomento, il governo avvertì la necessità di intervenire per provare a contenere il problema.
L'11 aprile 2002 il governo emanò un'ordinanza d'urgenza per la creazione della Procura nazionale anticorruzione (PNA), ente specializzato costituito in seno alla procura dell'Alta corte di cassazione e giustizia, che avrebbe dovuto investigare su crimini economici e finanziari maggiori. L'organo fu operativo a partire dal 1º settembre 2002, ma non ebbe un impatto essenziale.
Il 19 marzo 2003 il governo riuscì a far passare con la fiducia un pacchetto di leggi anticorruzione, che contemplava quindici modifiche legislative. Tra le nuove misure, i parlamentari, i funzionari pubblici e i magistrati erano obbligati a pubblicare un'autodichiarazione riguardante i beni posseduti e i redditi conseguiti. Veniva fatto divieto a parlamentari, ministri, membri eletti nelle amministrazioni locali, funzionari pubblici e ai loro parenti di primo grado di far parte dei consigli d'amministrazione o di rivestire funzioni esecutive in seno a società a partecipazione pubblica. Chi si trovava in situazioni di incompatibilità avrebbe avuto tempo fino al 19 giugno 2003 per optare per una delle posizioni. Le disposizioni della legge causarono un certo malcontento all'interno dello stesso PSD. Contro la legge l'opposizione presentò una mozione di sfiducia, che fu battuta il 31 marzo 2003 (281 contrari e 163 favorevoli). Il 21 aprile 2004 fu emessa l'ordinanza d'urgenza per la trasparenza nell'esercizio delle funzioni pubbliche e per il rafforzamento della lotta alla corruzione. L'atto introduceva regole più rigorose per la determinazione dei redditi e prevedeva di estendere l'obbligo dell'autodichiarazione dei beni anche ai candidati alle cariche elettive.

### Relazioni internazionali

#### NATO

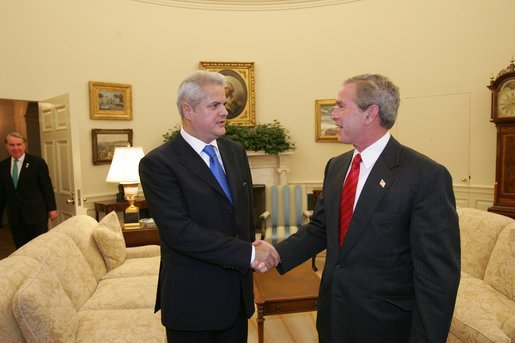
Adrian Năstase con il presidente degli Stati Uniti d'America, George W. Bush.

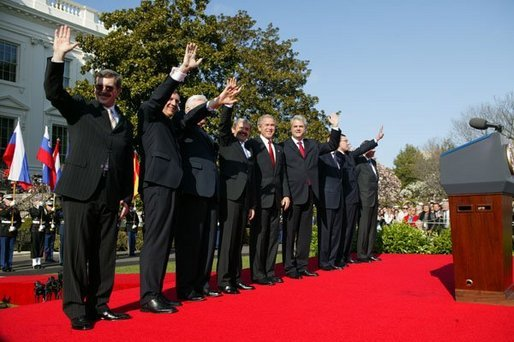
Adrian Năstase insieme ai leader degli altri paesi ammessi alla NATO il 29 marzo 2004.

Sul piano estero il governo Năstase considerò prioritarie le adesioni a NATO e Unione europea, riuscendovi in entrambi i casi.
Gli attentati dell'11 settembre 2001 rappresentarono un'occasione per la Romania per dimostrarsi un fedele collaboratore degli Stati Uniti. Il 19 settembre il parlamento approvò una risoluzione in cui il paese si schierava al fianco della NATO contro il terrorismo. Il documento prevedeva la concessione dell'utilizzo dello spazio aereo, degli aeroporti, delle infrastrutture terrestri e marine qualora gli alleati lo avessero richiesto. Il 27 settembre il governo adottò il piano nazionale di adesione alla NATO, mentre il successivo 4 aprile 2002 deliberò su un progetto a breve termine strutturato in sette punti (riforma militare; riforma dell'economia; sicurezza delle informazioni; diritti dei minori; diritti delle minoranze; lotta alla corruzione; lotta al traffico di esseri umani) per l'integrazione all'organizzazione, da mettere in pratica entro il settembre dello stesso anno. Il 17 aprile 2002 il presidente del consiglio Silvio Berlusconi in visita a Bucarest ribadì il sostegno dell'Italia all'ammissione del paese.
Il 30 aprile 2002 il parlamento approvò la decisione di partecipare all'Operazione Enduring Freedom in Afghanistan. Le truppe del battaglione Neagoe Basarab giunsero a Kandahar l'8 luglio 2002 e furono le uniche provenienti da una nazione non appartenente alla NATO. Nel 2003 il parlamento acconsentì all'invio di truppe al fianco degli alleati anche in Iraq, nonostante la contrarietà di Francia e Germania.
Il 18 novembre 2002 fu emanata la legge per la creazione dell'Ufficio del registro nazionale delle informazioni segrete di Stato (ORNISS), ente subordinato al goverrno e coordinato dal primo ministro. L'istituzione avrebbe fatto da tramite tra l'esecutivo e l'ufficio di sicurezza della NATO e si sarebbe occupata del controllo del rispetto della legge sulle informazioni classificate, avrebbe definito gli standard tecnici di sicurezza per i dati e organizzato la formazione dei funzionari nel campo della difesa.
Il summit NATO tenutosi a Praga tra il 21 e il 22 novembre 2002 deliberò l'ammissione della Romania e di altri sei paesi come membri a pieno titolo a decorrere dal 29 marzo 2004. Il 10 marzo 2003, inoltre, gli Stati Uniti riconobbero alla Romania il titolo di "economia di mercato funzionale", malgrado i dubbi dell'Unione europea. I rapporti con gli Stati Uniti furono segnati da varie visite ufficiali e dal costante sostegno della diplomazia americana alla Romania. Iliescu si recò a Washington nell'ottobre 2003, mentre Năstase in due occasioni nel novembre 2001 e luglio 2004. George W. Bush andò a Bucarest il 23 novembre 2002, il giorno successivo al vertice di Praga.
Il protocollo di adesione alla NATO fu ufficialmente firmato a Bruxelles il 26 marzo 2003.

#### Unione europea

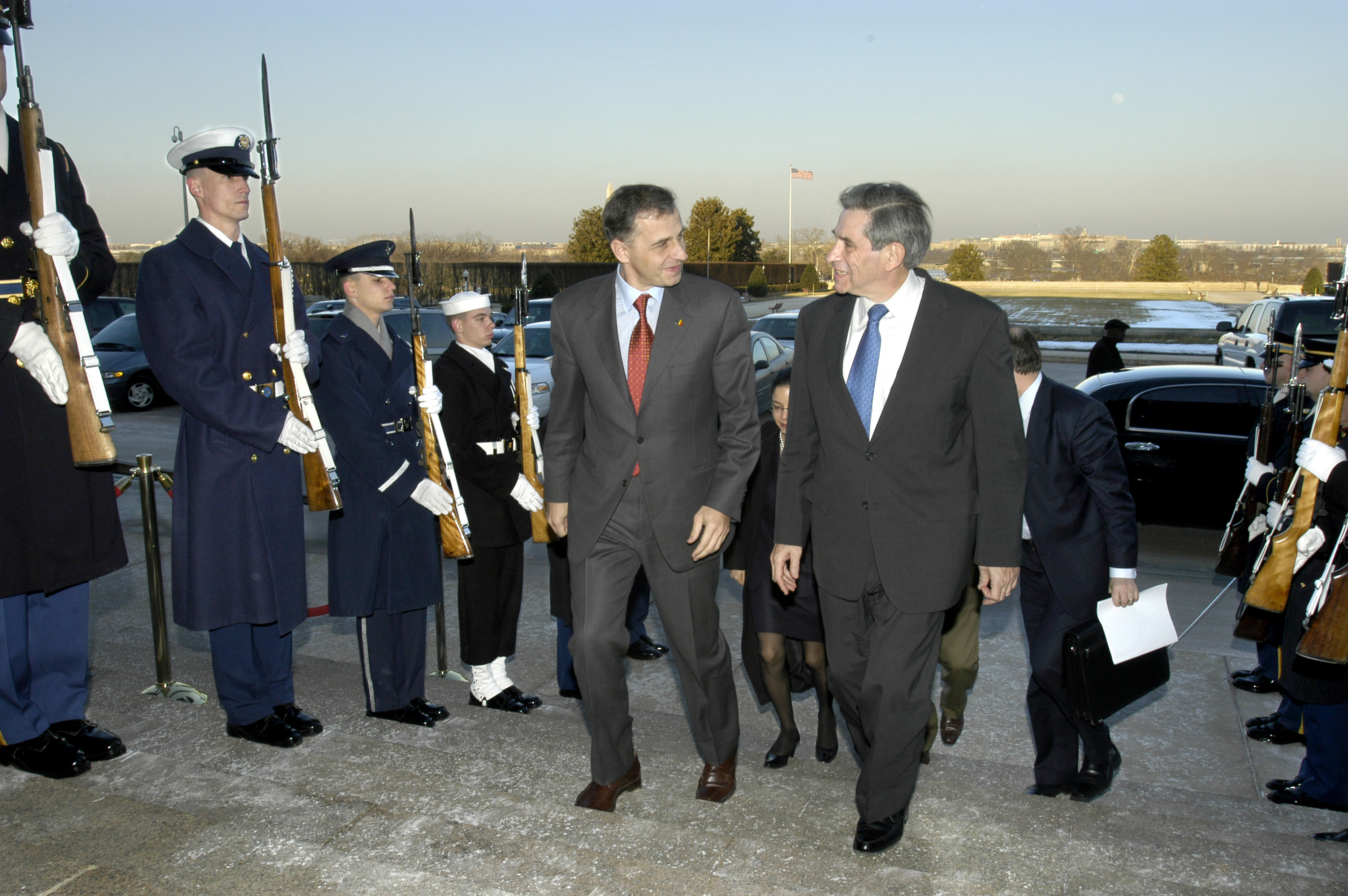
Mircea Geoană, ministro degli esteri del governo Năstase, incontra il vicesegretario della difesa degli Stati Uniti Paul Wolfowitz al Pentagono il 4 febbraio 2004.

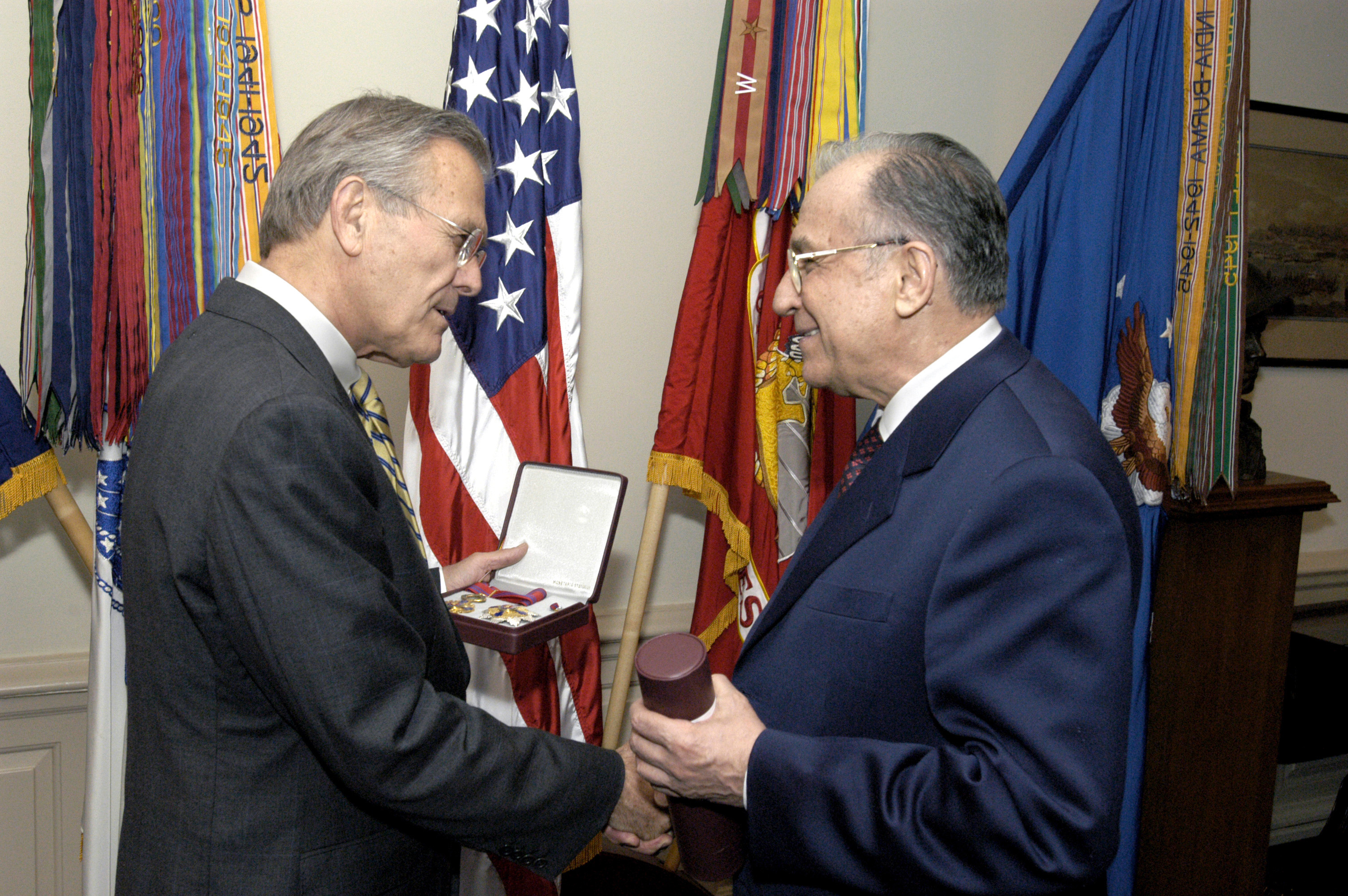
Il presidente della Romania Ion Iliescu con il segretario della difesa degli Stati Uniti Donald Rumsfeld il 27 ottobre 2003.

I negoziati per l'adesione all'Unione europea iniziarono nel febbraio 2000 sotto il governo Isărescu. Nel corso degli anni successivi vi furono diversi momenti di tensione. Nel maggio 2001 il relatore speciale del parlamento europeo per l'adesione della Romania, Emma Nicholson, propose alla commissione affari esteri di sospendere i negoziati con la Romania a causa del problema delle adozioni internazionali nel paese balcanico. Secondo l'eurodeputato i bambini in custodia degli orfanotrofi di Stato venivano regolarmente venduti sul mercato nero con il benestare dei funzionari pubblici. Il negoziatore capo del governo con l'UE, Vasile Pușcaș, rigettò le critiche. Nel 2001 il governo pose una moratoria sulle adozioni, mentre nel 2004 la questione arrivò al commissario europeo per l'allargamento, Günter Verheugen. I potenziali risvolti negativi spinsero il governo a bloccare tutte le adozioni internazionali dalla Romania.
Il 26 aprile 2001 Verheugen in visita ufficiale a Bucarest si rivolse al parlamento chiedendo la realizzazione di riforme in economia e pubblica amministrazione, con una speciale attenzione al tema della corruzione. La relazione del parlamento europeo del settembre 2001 sottolineò le disfunzionalità del sistema economico e amministrativo del paese, che non era ancora pronto ad accedere all'Unione. Il rapporto annuale della Commissione per il 2001, pubblicato nel mese di novembre, ribadì le stesse preoccupazioni, poiché erano stati realizzati pochi progressi, soprattutto per quanto riguardava la corruzione. Le autorità europee, tuttavia, apprezzarono gli sforzi per la crescita dell'economia, per le privatizzazioni e per alcune iniziative sul piano sociale (depenalizzazione dell'omosessualità e adozione di una strategia per l'integrazione della minoranza rom).
Grazie al miglioramento delle politiche di controllo dell'emigrazione clandestina, il 7 dicembre 2001 il Consiglio Giustizia e Affari interni dell'UE deliberò l'abolizione del sistema dei visti per i cittadini rumeni che viaggiavano nello spazio Schengen a partire dal 1º gennaio 2002. I rapporti con gli Stati Uniti, decisivi per l'accesso alla NATO, si svilupparono parallelamente a quelli con l'Unione europea. Nell'agosto 2002 il governo firmò un trattato bilaterale che garantiva alla Casa Bianca che nessun cittadino americano sarebbe stato consegnato Corte penale internazionale dell'Aia senza previa autorizzazione delle autorità statunitensi. Per le sue potenziali conseguenze l'accordo fu criticato dagli stati dell'UE e segnò un momento di nervosismo nelle relazioni diplomatiche con Bruxelles.
Il percorso europeo del paese fu viziato anche da altri ritardi. Alla fine del luglio 2002 la Romania aveva adempito solamente a tredici dei trentuno capitoli stabiliti dall'acquis comunitario, mentre il completamento degli altri era lontano dalla realizzazione. Il rapporto della Commissione del 9 ottobre 2002, infatti, riaffermò la gravità dei problemi della corruzione e di un'amministrazione incapace di applicare una legislazione comune agli stati dell'Unione. Nonostante la crescita dell'economia e il calo dell'inflazione, la Romania risultava l'unico dei dodici paesi monitorizzati dalla Commissione europea a non aver conseguito lo status di "economia di mercato funzionale". La mancanza dei requisiti rese impossibile l'adesione della Romania già nel 2004, quando furono ammessi altri dieci paesi.
Nell'ottobre del 2003 il governo riuscì a far passare una riforma costituzionale che conteneva parte delle norme richieste dall'UE. Secondo il rapporto della Commissione europea del 5 novembre 2003 la Romania avrebbe ricevuto lo status di "economia funzionale" solamente nel caso in cui i progressi fossero continuati in modo deciso. Le autorità di Bruxelles ribadirono gli impedimenti all'adesione, tra i quali la corruzione, la scarsa competitività del settore energetico, la mancanza di trasparenza di alcuni processi di privatizzazione, la posizione debitoria di molte società, l'inefficienza della pubblica amministrazione e del fisco. Nonostante ciò, lo status di "economia funzionale" fu riconosciuto con la pubblicazione del rapporto del 6 ottobre 2004. Malgrado i problemi della corruzione e della pressione politica su giustizia e stampa, sui quali sarebbe stato istituito un sistema di monitoraggio, la Commissione annunciò che avrebbe accettato la Romania quale nuovo membro. La riunione dei capi di Stato e di governo dell'UE del 16-17 dicembre 2004 ratificò la decisione, calendarizzando la firma del trattato per il 2005 e l'adesione per il 2007 al fianco della Bulgaria. L'accordo conteneva una clausola di salvaguardia che prevedeva l'eventuale spostamento dell'adesione nel 2008 nel caso in cui il paese non avesse compiuto gli obiettivi pattuiti in tema di corruzione, aiuti di Stato alle società private e sicurezza delle frontiere.

#### Altri paesi

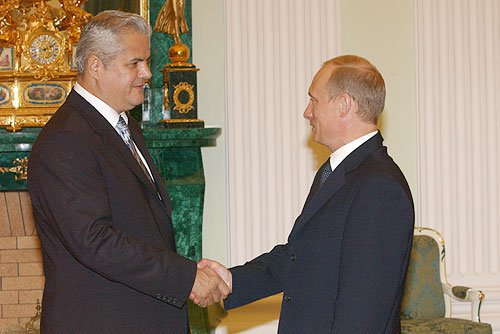
Adrian Năstase con il presidente della Federazione Russa, Vladimir Putin.

La politica estera del periodo 2001-2004 si distinse per la normalizzazione dei rapporti con la Russia. Nel corso della presidenza rumena dell'Organizzazione per la sicurezza e la cooperazione in Europa (2001) il ministro degli esteri rumeno Mircea Geoană elaborò diversi progetti per la zona del Caucaso senza incontrare l'ostruzionismo della Russia. Le negoziazioni per un trattato tra le due nazioni ebbero inizio nell'ottobre 2001, mentre Năstase visitò la capitale russa nel febbraio 2002. L'accordo fu firmato a Mosca il 4 luglio 2003 dai presidenti Iliescu e Vladimir Putin. Secondo i termini del trattato entrambi gli stati avrebbero potuto aderire a qualunque alleanza politica o militare avessero voluto. L'argomento dei problemi storici (come il patto Molotov-Ribbentrop e la restituzione del tesoro rumeno inviato in Russia nel corso della prima guerra mondiale) non fu inserito fra le previsioni del patto, ma in una dichiarazione dei ministri degli esteri Geoană e Igor Ivanov. I due paesi condannavano la stipula del patto Molotov-Ribbentrop da parte dell'URSS e la partecipazione della Romania alla seconda guerra mondiale come alleata della Germania nazista.
Nel 2001 si verificò un peggioramento dei rapporti con la Moldavia, coincidente con la vittoria delle elezioni da parte del Partito dei Comunisti della Repubblica di Moldavia. Il 3 ottobre 2001 il ministro della giustizia moldavo Ion Morei denunciò la Romania alla Corte europea dei diritti dell'uomo, accusando mire espansionistiche e interferenze in questioni politiche interne. Năstase, quindi, decise di annullare una visita a Chișinău già programmata. Nel marzo 2002 la Romania espulse dal paese il ministro consigliere dell'ambasciata della Moldavia a Bucarest, mentre la controparte allontanò l'attaché militare della Romania in Moldavia.
Il 16 settembre 2004 la Romania chiese la mediazione della Corte internazionale di giustizia in una disputa con l'Ucraina, che aveva progettato la costruzione di un canale navigabile alla foce del Danubio che avrebbe messo in pericolo flora e fauna della zona, nonché per la definizione dei confini della piattaforma continentale dell'Isola dei serpenti.
Tra gli altri eventi, il 1º maggio 2001 aprì a Bucarest l'ufficio regionale per il Patto di stabilità per l'Europa sud-orientale, mentre nel luglio 2004 la Romania assunse la presidenza rotativa del Consiglio di sicurezza delle Nazioni Unite.

### Altre misure
Il 16 gennaio 2001 il parlamento adottò la legge sul regime giuridico degli immobili confiscati illegalmente dallo Stato nel periodo marzo 1945-dicembre 1989, che prevedeva il riconoscimento di indennizzi per ex proprietari ed eredi. Il testo originario era stato preparato nel corso della precedente legislatura, ma non era mai arrivato alla votazione parlamentare. La forma finale fu modificata da numerosi emendamenti presentati dal PSD.
Il 13 marzo 2001 fu varata la legge che permetteva l'utilizzo delle lingue minoritarie nella pubblica amministrazione locale.
Il governo Năstase fu promotore anche di alcune iniziative sul piano sociale, come il progetto scolastico di educazione alimentare «Cornul și laptele», avviato nel 2002.
Su iniziativa della maggioranza, inoltre, furono emanate la legge per la protezione delle informazioni classificate (12 aprile 2002), la legge per lo sfruttamento agricolo (16 aprile 2002) e la legge per l'organizzazione e il funzionamento della polizia (9 maggio 2002). Il 9 dicembre 2002 fu adottato il nuovo codice del lavoro. Tra il 18 e il 31 marzo 2002 si svolse il secondo censimento della storia della Romania democratica.
In vista del voto dell'autunno 2004, il 7 settembre 2004 fu emanata la nuova legge elettorale per l'elezione del parlamento e del presidente della Romania

## Appoggio parlamentare e composizione
Il governo Năstase fu sostenuto principalmente dalla coalizione di centro-sinistra del Polo della Democrazia Sociale di Romania  che aveva vinto le elezioni parlamentari in Romania del 2000. Questa era composta da Partito della Democrazia Sociale di Romania (PDSR), Partito Social Democratico Romeno (PSDR) e Partito Umanista Romeno (PUR). Nel giugno 2001 PDSR e PSDR si fusero, formando il Partito Social Democratico (PSD).
Insieme la maggioranza disponeva di 155 deputati su 345 (pari al 44,9% dei seggi alla camera dei deputati della Romania) e di 65 senatori su 140 (pari al 46,4% dei seggi al senato della Romania).

### Composizione iniziale
| Carica | Titolare                            | Titolare                                        | Partito |
| --- | ----------------------------------- | ----------------------------------------------- | ------- |
| Primo ministro                                                                                               |                                     | Adrian Năstase                                  | PSD     |
| Ministro degli interni                                                                                       |                                     | Ioan Rus                                        | PSD     |
| Ministro dell'industria e delle risorse                                                                      |                                     | Dan Ioan Popescu                                | PSD     |
| Ministro degli affari esteri                                                                                 |                                     | Mircea Geoană                                   | PSD     |
| Ministro dell'integrazione europea                                                                           |                                     | Hildegard Puwak                                 | PSD     |
| Ministro della giustizia                                                                                     |                                     | Rodica Stănoiu                                  | PSD     |
| Ministro delle finanze pubbliche                                                                             |                                     | Mihai Tănăsescu                                 | PSD     |
| Ministro della difesa nazionale                                                                              |                                     | Ioan Mircea Pașcu                               | PSD     |
| Ministro del lavoro e della solidarietà sociale                                                              |                                     | Marian Sârbu                                    | PSD     |
| Ministro delle acque e della protezione dell'ambiente                                                        |                                     | Aurel Constantin Ilie (fino al 17 gennaio 2002) | PSD     |
| Ministro delle acque e della protezione dell'ambiente                                                        | Petru Lificiu (dal 17 gennaio 2002) |                                                 | PSD     |
| Ministro dell'agricoltura, dell'alimentazione e delle foreste                                                |                                     | Ilie Sârbu                                      | PSD     |
| Ministro dei lavori pubblici, dei trasporti e delle abitazioni                                               |                                     | Miron Mitrea                                    | PSD     |
| Ministro del turismo                                                                                         |                                     | Matei Agathon Dan                               | PSD     |
| Ministro dell'educazione e della ricerca                                                                     |                                     | Ecaterina Andronescu                            | PSD     |
| Ministro della salute e della famiglia                                                                       |                                     | Daniela Bartoș                                  | PSD     |
| Ministro dello sviluppo e della prognosi economica                                                           |                                     | Leonard Cazan                                   | PSD     |
| Ministro della cultura e dei culti                                                                           |                                     | Răzvan Theodorescu                              | PSD     |
| Ministro della gioventù e dello sport                                                                        |                                     | Georgiu Gingăraș                                | PSD     |
| Ministro per la piccola e media impresa e la cooperazione                                                    |                                     | Silvia Ciornei                                  | PUR     |
| Ministro delle informazioni pubbliche                                                                        |                                     | Vasile Dîncu                                    | PSD     |
| Ministro della pubblica amministrazione                                                                      |                                     | Octav Cozmâncă                                  | PSD     |
| Ministro delle comunicazioni e della tecnologia informatica                                                  |                                     | Dan Nica                                        | PSD     |
| Ministro per il coordinamento della segreteria generale del governo                                          |                                     | Șerban Mihăilescu                               | PSD     |
| Ministro per i rapporti con il Parlamento                                                                    |                                     | Acsinte Gaspar                                  | PSD     |
| Ministro dell'autorità per la privatizzazione e l'amministrazione delle partecipazioni statali               |                                     | Ovidiu Mușetescu                                | PSD     |
| Ministro con delega nel quadro del ministero dell'integrazione europea Negoziatore capo con l'Unione europea |                                     | Vasile Pușcaș                                   | PSD     |
| Ministro con delega nel quadro del ministero dell'educazione e della ricerca per l'attività di ricerca       |                                     | Șerban Valeca                                   | PSD     |

### Composizione dopo il rimpasto del 19 giugno 2003
| Carica | Titolare                                                           | Titolare                                         | Partito |
| --- | ------------------------------------------------------------------ | ------------------------------------------------ | ------- |
| Primo ministro                                                                                               |                                                                    | Adrian Năstase                                   | PSD     |
| Ministro dell'amministrazione e degli interni                                                                |                                                                    | Ioan Rus                                         | PSD     |
| Ministro dell'economia e del commercio                                                                       |                                                                    | Dan Ioan Popescu                                 | PSD     |
| Ministro degli affari esteri                                                                                 |                                                                    | Mircea Geoană                                    | PSD     |
| Ministro dell'integrazione europea                                                                           |                                                                    | Hildegard Puwak (fino al 20 ottobre 2003)        | PSD     |
| Ministro dell'integrazione europea                                                                           | Vasile Pușcaș (ad interim; dal 20 ottobre al 27 novembre 2003)     |                                                  | PSD     |
| Ministro dell'integrazione europea                                                                           | Alexandru Fărcaș (dal 27 novembre 2003)                            |                                                  | PSD     |
| Ministro della giustizia                                                                                     |                                                                    | Rodica Stănoiu                                   | PSD     |
| Ministro delle finanze pubbliche                                                                             |                                                                    | Mihai Tănăsescu                                  | PSD     |
| Ministro della difesa nazionale                                                                              |                                                                    | Ioan Mircea Pașcu                                | PSD     |
| Ministro del lavoro, della solidarietà sociale e della famiglia                                              |                                                                    | Elena Dumitru                                    | PSD     |
| Ministro dell'agricoltura, delle foreste, delle acque e dell'ambiente                                        |                                                                    | Ilie Sârbu                                       | PSD     |
| Ministro dei trasporti, delle costruzioni e del turismo                                                      |                                                                    | Miron Mitrea                                     | PSD     |
| Ministro dell'educazione, della ricerca e della gioventù                                                     |                                                                    | Alexandru Athanasiu                              | PSD     |
| Ministro della salute                                                                                        |                                                                    | Mircea Beuran (dal 19 giugno al 20 ottobre 2003) | PSD     |
| Ministro della salute                                                                                        | Ionel Blănculescu (ad interim; dal 20 ottobre al 27 novembre 2003) |                                                  | PSD     |
| Ministro della salute                                                                                        | Ovidiu Brânzan (dal 27 novembre 2003)                              |                                                  | PSD     |
| Ministro della cultura e dei culti                                                                           |                                                                    | Răzvan Theodorescu                               | PSD     |
| Ministro delle comunicazioni e della tecnologia informatica                                                  |                                                                    | Dan Nica                                         | PSD     |
| Ministro per il coordinamento della segreteria generale del governo                                          |                                                                    | Șerban Mihăilescu (fino al 20 ottobre 2003)      | PSD     |
| Ministro per il coordinamento della segreteria generale del governo                                          | Eugen Bejinariu (dal 20 ottobre 2003)                              |                                                  | PSD     |
| Ministro con delega ai rapporti con il parlamento                                                            |                                                                    | Acsinte Gaspar                                   | PSD     |
| Ministro con delega alla pubblica amministrazione                                                            |                                                                    | Gabriel Oprea                                    | PSD     |
| Ministro con delega al coordinamento delle autorità di controllo                                             |                                                                    | Ionel Blănculescu                                | PSD     |
| Ministro con delega nel quadro del ministero dell'integrazione europea Negoziatore capo con l'Unione europea |                                                                    | Vasile Pușcaș                                    | PSD     |
| Ministro con delega al commercio                                                                             |                                                                    | Eugen Dijmărescu                                 | PSD     |
| Ministro con delega alle relazioni con i partner sociali                                                     |                                                                    | Marian Sârbu                                     | PSD     |

### Composizione dopo il rimpasto dell'11 marzo 2004
| Carica | Titolare                                           | Titolare                                    | Partito |
| --- | -------------------------------------------------- | ------------------------------------------- | ------- |
| Primo ministro |                                                    | Adrian Năstase (fino al 21 dicembre 2004)   | PSD     |
| Primo ministro | Eugen Bejinariu (ad interim; dal 21 dicembre 2004) |                                             | PSD     |
| Ministro di Stato per i problemi sociali Ministro dell'amministrazione e degli interni                                                                        |                                                    | Ioan Rus (fino al 15 giugno 2004)           | PSD     |
| Ministro di Stato per i problemi sociali Ministro dell'amministrazione e degli interni                                                                        | Marian Săniuță (dal 15 giugno 2004)                |                                             | PSD     |
| Ministro di Stato per gli affari economici Ministro dell'economia e del commercio                                                                             |                                                    | Dan Ioan Popescu                            | PSD     |
| Ministro di Stato per il coordinamento delle attività nel campo della difesa nazionale, dell'integrazione europea e della giustizia                           |                                                    | Ioan Talpeș                                 | PSD     |
| Ministro degli affari esteri |                                                    | Mircea Geoană                               | PSD     |
| Ministro dell'integrazione europea |                                                    | Alexandru Fărcaș                            | PSD     |
| Ministro della giustizia |                                                    | Cristian Diaconescu                         | PSD     |
| Ministro delle finanze pubbliche |                                                    | Mihai Tănăsescu                             | PSD     |
| Ministro della difesa nazionale |                                                    | Ioan Mircea Pașcu                           | PSD     |
| Ministro del lavoro, della solidarietà sociale e della famiglia                                                                                               |                                                    | Elena Dumitru (fino al 14 luglio 2004)      | PSD     |
| Ministro del lavoro, della solidarietà sociale e della famiglia                                                                                               | Dan Mircea Popescu (dal 14 luglio 2004)            |                                             | PSD     |
| Ministro dell'ambiente e della gestione delle acque |                                                    | Speranța Ianculescu                         | PSD     |
| Ministro dell'agricoltura, delle foreste e dello sviluppo rurale                                                                                              |                                                    | Ilie Sârbu (fino al 14 luglio 2004)         | PSD     |
| Ministro dell'agricoltura, delle foreste e dello sviluppo rurale                                                                                              | Petre Daea (dal 14 luglio 2004)                    |                                             | PSD     |
| Ministro dei trasporti, delle costruzioni e del turismo |                                                    | Miron Mitrea                                | PSD     |
| Ministro dell'educazione e della ricerca |                                                    | Alexandru Athanasiu                         | PSD     |
| Ministro della salute |                                                    | Ovidiu Brânzan                              | PSD     |
| Ministro della cultura e dei culti |                                                    | Răzvan Theodorescu                          | PSD     |
| Ministro delle comunicazioni e della tecnologia informatica                                                                                                   |                                                    | Dan Nica (fino al 14 luglio 2004)           | PSD     |
| Ministro delle comunicazioni e della tecnologia informatica                                                                                                   | Silvia Adriana Țicău (dal 14 luglio 2004)          |                                             | PSD     |
| Ministro per il coordinamento della segreteria generale del governo                                                                                           |                                                    | Eugen Bejinariu                             | PSD     |
| Ministro con delega alla pubblica amministrazione |                                                    | Gabriel Oprea (fino al 14 luglio 2004)      | PSD     |
| Ministro con delega alla pubblica amministrazione | Gheorghe Emacu (dal 14 luglio 2004)                |                                             | PSD     |
| Ministro con delega ai rapporti con il parlamento |                                                    | Acsinte Gaspar (fino all'8 giugno 2004)     | PSD     |
| Ministro con delega ai rapporti con il parlamento | Șerban Nicolae (dall'8 giugno 2004)                |                                             | PSD     |
| Ministro con delega al coordinamento delle autorità di controllo                                                                                              |                                                    | Ionel Blănculescu                           | PSD     |
| Ministro con delega nel quadro del ministero dell'integrazione europea Negoziatore capo con l'Unione europea                                                  |                                                    | Vasile Pușcaș                               | PSD     |
| Ministro con delega al commercio |                                                    | Eugen Dijmărescu (fino all'11 ottobre 2004) | PSD     |
| Ministro con delega al commercio | Vasile Radu (dall'11 ottobre 2004)                 |                                             | PSD     |
| Ministro con delega alle relazioni con i partner sociali |                                                    | Marian Sârbu (fino al 14 luglio 2014)       | PSD     |
| Ministro con delega alle relazioni con i partner sociali | Bogdan Niculescu Duvăz (dal 14 luglio 2004)        |                                             | PSD     |
| Ministro con delega al controllo dell'implementazione dei programmi di finanziamento internazionale e alla verifica dell'applicazione dell'acquis comunitario |                                                    | Victor Ponta                                | PSD     |